# Outram Bangs
Pour les articles homonymes, voir Bangs (homonymie).
Outram Bangs est un zoologiste américain, né le 12 janvier 1863 à Watertown (Massachusetts) et mort le 22 septembre 1932.

## Biographie
Il fait ses études à Harvard de 1880 à 1884 et devient le conservateur des mammifères au Museum of Comparative Zoology en 1900.
Il collecte de plus de 10 000 peaux et crânes de mammifères, dont 100 spécimens de leur espèce, qui sont présentés au Harvard College en 1899.
En 1906, il se rend en Jamaïque pour étudier et collecteur des oiseaux. Il en récupère une centaine avant d’être atteint de dengue.
Sa collection de plus de 24 000 peaux d’oiseaux est exposée au Museum of Comparative Zoology en 1908.
1925 marque un voyage en Europe, pendant lequel il visite des musées, rencontre des confrères, et organise des échanges scientifiques.

## Œuvres
Durant sa carrière, Bangs écrit plus de 70 livres et articles, dont 55 sur les mammifères. La liste ci-dessous n’est donc pas exhaustive.
- The hummingbirds of the Santa Marta Region of Colombia. American Ornithologists' Union, New York (1899)
- The Florida Puma. Proceedings of the Biological Society of Washington 13 : 15-17. (1899)
- The Mammals and Birds of the Pearl Islands, Bay of Panama. Harvard University Museum of Comparative Zoology, Bulletin 46 (8) : 137-160 (1905) avec John Eliot Thayer (1862-1933).
- Notes on the Birds and Mammals of the Arctic Coast of East Siberia New England Zoological Club, Proceedings, 5 : 1-66 (1914) avec Glover Morrill Allen (1879-1942) et J. E. Thayer